# Княжиха (Тотемський район)
Княжи́ха (рос. Княжиха) — присілок у складі Тотемського району Вологодської області, Росія. Входить до складу Великодворського сільського поселення.

## Населення
Населення — 118 осіб (2010; 127 у 2002).
Національний склад (станом на 2002 рік):
- росіяни — 99 %